# يورك سبرينغز (بنسلفانيا)
يورك سبرينغز (بالإنجليزية: York Springs borough, Pennsylvania)‏ هي منطقة سكنية تقع بولاية بنسلفانيا في الولايات المتحدة. تبلغ مساحتها 0.52 كم2، وترتفع عن سطح البحر 198.12 م، بلغ عدد سكانها 833 نسمة في عام 2010 حسب إحصاء مكتب تعداد الولايات المتحدة وتصل الكثافة السكانية فيها 1,601.9 نسمة لكل كيلومتر مربع (4,148.9/ميل2).

## التركيبة السكانية
حدّد مكتب تعداد الولايات المتحدة بيانات التركيبة السكانية ليورك سبرينغز في تعداد الولايات المتحدة. في ما يلي، التركيبة السكانية حسب تعدادي 2000 و2010.

### تعداد عام 2000
بلغ عدد سكان يورك سبرينغز 574 نسمة بحسب تعداد عام 2000، وبلغ عدد الأسر 186 أسرة وعدد العائلات 129 عائلة مقيمة في المنطقة السكنية. في حين سجلت الكثافة السكانية 1,103.8 نسمة لكل كيلومتر مربع (2,858.8/ميل2). وبلغ عدد الوحدات السكنية 213 وحدة بمتوسط كثافة قدره 409.6 لكل كيلومتر مربع (1,060.9/ميل2).
وتوزع التركيب العرقي للمنطقة السكنية بنسبة 94.77% من البيض و0.35% من الأمريكيين الأفارقة و1.22% من الأمريكيين ذوي الأصول الآسيوية و3.31% من الأعراق الأخرى و0.35% من عرقين مختلطين أو أكثر و24.56% من الهسبانيون أو اللاتينيون من أي عرق.
بلغ عدد الأسر 186 أسرة كانت نسبة 41.4% منها لديها أطفال تحت سن الثامنة عشر تعيش معهم، وبلغت نسبة الأزواج القاطنين مع بعضهم البعض 53.8% من أصل المجموع الكلي للأسر، ونسبة 10.2% من الأسر كان لديها معيلات من الإناث دون وجود شريك، بينما كانت نسبة 5.4% من الأسر لديها معيلون من الذكور دون وجود شريكة وكانت نسبة 30.6% من غير العائلات. تألفت نسبة 21.5% من أصل جميع الأسر من عدة أفراد يعيشون في نفس المنزل ونسبة 9.1% كانت تتألف من شخص يعيش بمفرده يبلغ من العمر 65 عاماً أو أكثر. وبلغ متوسط حجم الأسرة المعيشية 2.87، أما متوسط حجم العائلات فبلغ 3.42.
بلغ العمر الوسطي للسكان 30.3 عاماً. وكانت نسبة 28.9% من القاطنين تحت سن الثامنة عشر، وكانت نسبة 9.6% بين الثامنة عشر والرابعة والعشرين عاماً، ونسبة 30.3% كانت واقعةً في الفئة العمرية ما بين الخامسة والعشرين والرابعة والأربعين عاماً، ونسبة 14.8% كانت ما بين الخامسة والأربعين والرابعة والستين، ونسبة 9.2% كانت ضمن فئة الخامسة والستين عاماً فما فوق. يوجد لكل 100 أنثى 106.6 ذكر، ويوجد لكل 100 أنثى في الثامنة عشر من عمرها فما فوق 106.2 ذكر.
بلغ متوسط دخل الأسرة في المنطقة السكنية 41,250 دولارًا، أما متوسط دخل العائلة فبلغ 41,071 دولارًا. وكان متوسط دخل الذكور 28,173 دولارًا مقابل 24,583 دولارًا للإناث. وسجل دخل الفرد الخاص بالمنطقة السكنية 14,379 دولارًا. وكانت نسبة 9.5% من العائلات ونسبة 11% من السكان تحت خط الفقر، وكان من هؤلاء نسبة 14.9% تحت سن الثامنة عشر ونسبة 20% في الخامسة والستين من العمر وما فوق.

### تعداد عام 2010
بلغ عدد سكان يورك سبرينغز 833 نسمة بحسب تعداد عام 2010، وبلغ عدد الأسر 269 أسرة وعدد العائلات 210 عائلة مقيمة في المنطقة السكنية. في حين سجلت الكثافة السكانية 1,601.9 نسمة لكل كيلومتر مربع (4,148.9/ميل2). وبلغ عدد الوحدات السكنية 323 وحدة بمتوسط كثافة قدره 621.2 لكل كيلومتر مربع (1,608.9/ميل2).
وتوزع التركيب العرقي للمنطقة السكنية بنسبة 70.11% من البيض و0.48% من الأمريكيين الأفارقة و1.08% من الأمريكيين الأصليين و0.24% من الأمريكيين ذوي الأصول الآسيوية و25.81% من الأعراق الأخرى و2.28% من عرقين مختلطين أو أكثر و46.10% من الهسبانيون أو اللاتينيون من أي عرق.
بلغ عدد الأسر 269 أسرة كانت نسبة 46.5% منها لديها أطفال تحت سن الثامنة عشر تعيش معهم، وبلغت نسبة الأزواج القاطنين مع بعضهم البعض 50.9% من أصل المجموع الكلي للأسر، ونسبة 15.2% من الأسر كان لديها معيلات من الإناث دون وجود شريك، بينما كانت نسبة 11.9% من الأسر لديها معيلون من الذكور دون وجود شريكة وكانت نسبة 21.9% من غير العائلات. تألفت نسبة 14.9% من أصل جميع الأسر من عدة أفراد يعيشون في نفس المنزل ونسبة 4.8% كانت تتألف من شخص يعيش بمفرده يبلغ من العمر 65 عاماً أو أكثر. وبلغ متوسط حجم الأسرة المعيشية 3.10، أما متوسط حجم العائلات فبلغ 3.30.
بلغ العمر الوسطي للسكان 29.4 عاماً. وكانت نسبة 30.4% من القاطنين تحت سن الثامنة عشر، وكانت نسبة 11.3% بين الثامنة عشر والرابعة والعشرين عاماً، ونسبة 31.5% كانت واقعةً في الفئة العمرية ما بين الخامسة والعشرين والرابعة والأربعين عاماً، ونسبة 19.9% كانت ما بين الخامسة والأربعين والرابعة والستين، ونسبة 7% كانت ضمن فئة الخامسة والستين عاماً فما فوق. وتوزع التركيب الجنسي للسكان بنسبة 53.5% ذكور و46.5% إناث.

## وصلات خارجية
- الموقع الرسمي